# Rue-du-Bacquerot (13th London) Graveyard
Rue-du-Bacquerot (13th London) Graveyard is een Britse militaire begraafplaats met gesneuvelden uit de Eerste Wereldoorlog, gelegen in de Franse gemeente Laventie in het departement Pas-de-Calais. De begraafplaats werd ontworpen door William Cowlishaw en ligt 1,8 km ten oosten van het centrum van Laventie. Het terrein heeft een rechthoekig grondplan met een oppervlakte van 1.516 m² en is omgeven door een natuurstenen muur. Achteraan staat het Cross of Sacrifice. De begraafplaats wordt  onderhouden door de Commonwealth War Graves Commission.
Er worden 168 Britten en 28 Australiërs herdacht. Eén slachtoffer kon niet meer geïdentificeerd kon worden.

## Geschiedenis
De begraafplaats werd in november 1914 door de 1st Royal Irish Rifles gestart en in december werden nog graven bijgezet door het 13th London Regiment (The Kensingtons). De begraafplaats bleef tot juli 1916 in gebruik. Ze was toen ook gekend als Red House Cemetery.

## Graven

### Minderjarige militairen
- soldaat Richard Grenville Bennett van de The King's (Liverpool Regiment), soldaat H.A. Grand van het Middlesex Regiment, soldaat William Ewart Mortensen van de Australian Infantry, A.I.F. en soldaat Edward Walter Phipps van de Grenadier Guards waren 17 jaar toen ze sneuvelden.

### Alias
- soldaat Desmond Stanley Pitty diende onder het alias David John Richards bij de Australian Infantry, A.I.F..